# Ministerium Wittek

Heinrich von Wittek war zwischen Dezember 1899 und Jänner 1900 Ministerpräsident Altösterreichs

Das Ministerium Wittek wurde am 21. Dezember 1899 von Ministerpräsident Heinrich von Wittek in Cisleithanien gebildet, eine vor allem im Beamtentum und bei Juristen gebräuchliche inoffizielle Bezeichnung für den nördlichen und westlichen Teil Österreich-Ungarns. Es löste das Ministerium Clary ab und blieb bis zum 18. Jänner 1900 im Amt. Daraufhin folgte das Ministerium Koerber.
Der Außenminister, der Kriegsminister und der gemeinsame Finanzminister gehörten diesem Kabinett nicht an. Siehe k.u.k. gemeinsame Ministerien.

## Minister
Dem Ministerium gehörten folgende Minister an:
| Amt                             | Amtsinhaber                          | Beginn der Amtszeit | Ende der Amtszeit |
| ------------------------------- | ------------------------------------ | ------------------- | ----------------- |
| Ministerpräsident               | Heinrich von Wittek                  | 21. Dezember 1899   | 18. Jänner 1900   |
| Ackerbauminister                | Ferdinand von Blumfeld (beauftragt)  | 21. Dezember 1899   | 18. Jänner 1900   |
| Handelsminister                 | Franz Stibral (beauftragt)           | 21. Dezember 1899   | 18. Jänner 1900   |
| Kultus- und Unterrichtsminister | Alfred von Bernd (beauftragt)        | 21. Dezember 1899   | 18. Jänner 1900   |
| Finanzminister                  | Adolf von Jorkasch-Koch (beauftragt) | 21. Dezember 1899   | 18. Jänner 1900   |
| Innenminister                   | Josef Stummer (beauftragt)           | 21. Dezember 1899   | 18. Jänner 1900   |
| Justizminister                  | Ferdinand von Schrott (beauftragt)   | 21. Dezember 1899   | 18. Jänner 1900   |
| Minister für Landesverteidigung | Zeno Welser von Welsersheimb         | 21. Dezember 1899   | 18. Jänner 1900   |
| Eisenbahnminister               | Heinrich von Wittek                  | 21. Dezember 1899   | 18. Jänner 1900   |
| Minister ohne Geschäftsbereich  | Kazimir Chledowski                   | 21. Dezember 1899   | 18. Jänner 1900   |